# Ленард Пирс
Ленард Пирс (енгл. Lennard Pearce; Лондон, 9. фебруар 1915 — Лондон, 15. децембар 1984) био је британски глумац.
Већину живота је провео глумећи у позоришту, а шездесетих година глумио је и у неколико телевизијских шоу програма попут Кети дођи кући (1966) и Крунисање улице (1969). Светску славу је стекао улогом Деде у серији Мућке, а током снимања четврте сезоне серије је и преминуо.
Глумио је у Националном, Феникс и Вестминстер позоришту, а био је члан и Краљевске Шекспирове компаније.

## Биографија
Ленард је студирао на Краљевској академији драмских уметности у Лондону.
Већи део каријере је провео као позоришни глумац. За време Другог светског рата радио је за Националну службу за забаве (Entertainments National Service Association). Раних шездесетих година припремао је улогу Алфреда у оригиналној лондонској продукцији Моје драге даме (My Fair Lady). Након 1965, појављивао се у многим представама Националног позоришта, попут Шекспирове комедије Много буке ни око чега и апсурдне трагикомедије Тома Стопарда Розенкранц и Гилденстерн. У Националном позоришту радио је са познатим глумцима, попут Лоренса Оливијеа и Ентонија Хопкинса.
На телевизији је глумио у серијама Диксон са зеленог пристаништа (Dixon of Dock Green) 1965. године, две године касније у Доктор Финлијевој књизи случајева (Dr Finlay's Casebook), 1972. у серији „Сајкс“ (Sykes), у серији Крунисање улице (Coronation Street) 1969. и 1977.
Међу запаженим телевизијским улогама, глумио је пореског обвезника 1966. у Кети дођи кући (Cathy Come Home), доктора у комедији Најближи и најдражи (Nearest and Dearest) 1970, Клеопатриног наставника у Антонију и Клеопатри (Antony and Cleopatra) 1974. године, референта суда у комедији Благослови ме, оче (Bless Me Father) 1981, чувеног Деде Тротера у Мућкама од 1981. до 1984.
Године 1980. је доживео срчани удар и одлучио да се повуче са сцене. Међутим, у то време му је понуђена улога Деде у серији Мућке. У тој серији као Едвард Киченер „Тед“ Тротер, тј. Деда, Пирс је стекао светску славу.
Умро је у децембру 1984. године са 69 година од другог срчаног удара. У то време је снимана четврта сезона серије Мућке, тако да је аутор Џон Саливан морао да измени сценарио за нову епизоду у којој је означена и смрт Деде у серији.
Његово последње појављивање на телевизији је било на Би-Би-Сиевој емисији Деца у потреби.